# 井上鋭夫
井上 鋭夫（いのうえ としお、1923年2月18日 - 1974年1月25日）は、日本の歴史学者。学位は、文学博士（東京大学・1971年）（学位論文「中世末期における一向一揆の研究」）。一向一揆研究の権威。

## 経歴
石川県生まれ。1942年9月、第四高等学校文科乙類卒業。1948年東京大学文学部国史学科卒。跡見学園を経て、1951年新潟大学人文学部助手、1952年講師、後に同学部助教授、1968年4月に教授となり、同年5月に金沢大学法文学部教授となる。1971年に「中世末期における一向一揆の研究」で東京大学から文学博士の学位を取得。
中世・近世の生活、宗教、合戦、日本海文化の総合的研究をすすめながら史料の編纂につとめ、多数の著書がある。研究誌及び一般誌への寄稿も多い。

## 著書
- 『本願寺』至文堂、1962年
  - 再刊：講談社（講談社学術文庫）、2008年、ISBN 978-4-06-159896-6
- 『謙信と信玄（日本歴史新書）』至文堂、1964年
  - 再刊：吉川弘文館、2012年、ISBN 978-4-642-06385-2
- 『奥山庄史料集（新潟県文化財調査報告書第十）』新潟県教育委員会、1965年
- 『上杉謙信（日本の武将35）』人物往来社、1966年
  - 新版：講談社学術文庫、2020年、ISBN 978-4-06-520644-7
- 『上杉史料集 上・中・下』人物往来社、1966年
- 『一向一揆の研究』吉川弘文館、1968年
  - 再刊：吉川弘文館（オンデマンド版）、2013年、ISBN 978-4-642-04242-0
- 『色部史料集』新潟史学会、1968年
- 『新潟県の歴史（県史シリーズ15）』山川出版社、1970年
- 『蓮如 一向一揆　日本思想大系17』（笠原一男・大桑斉・桑原浩然・藤木久志と校注）岩波書店、1972年、新版1995年
- 『秀吉と信長』講談社、1975年
- 『日本の合戦 三 群雄割拠 上』（桑田忠親監・編）新人物往来社、1978年
- 『日本の合戦 五 織田信長』（桑田忠親監・編）新人物往来社、1978年
- 『山の民・川の民―日本中世の生活と信仰』平凡社、1981年
  - 新版：筑摩書房（ちくま学芸文庫）、2007年、ISBN 978-4-480-09057-7